# Clemensia ochracea
Clemensia ochracea är en fjärilsart som beskrevs av Christian Gibeaux 1983. Clemensia ochracea ingår i släktet Clemensia och familjen björnspinnare. Inga underarter finns listade i Catalogue of Life.